# Хантинг, Том
Том Хантинг (англ. Tom Hunting; 10 апреля 1965) — американский барабанщик, один из основателей американской трэш-метал группы Exodus.
Участвовал в записи первых трех альбомов Bonded by Blood, Pleasures of the Flesh и Fabulous Disaster. В 1989 году покинул коллектив из-за болезни. Его заменил ударник Джон Темпеста. В 1997 году, во время воссоединения группы, вернулся в группу; продолжил работу в группе после второго воссоединения группы в 2001 году. В 2005 году его сменил Пол Бостаф, но в 2007 году Том вернулся в группу и играет в ней до сих пор.
В 1996 году он встретился с Полом Бэйлоффом, Гэри Холтом, Риком Ханолтом и новым басистом Джеком Гибсоном, чтобы участвовать в новом туре под названием Another Lesson in Violence.
13 апреля 2021 года было объявлено, что у Хантинга плоскоклеточная карцинома желудка.